# Роуз (Оклахома)
Роуз (енгл. Rose) насељено је место без административног статуса у америчкој савезној држави Оклахома.

## Демографија
По попису из 2010. године број становника је 285.
| Група             | 2000.    | 2010.       |
| Белци             | 0 (0,0%) | 168 (58,9%) |
| Афроамериканци    | 0 (0,0%) | 0 (0,0%)    |
| Азијати           | 0 (0,0%) | 14 (4,9%)   |
| Хиспаноамериканци | 0 (0,0%) | 5 (1,8%)    |
| Укупно            | 0        | 285         |